# Lychnophora granmogolensis
Lychnophora granmogolensis là một loài thực vật có hoa trong họ Cúc. Loài này được (Duarte) D.J.N.Hind mô tả khoa học đầu tiên năm 1994.